# Copa Gagarin

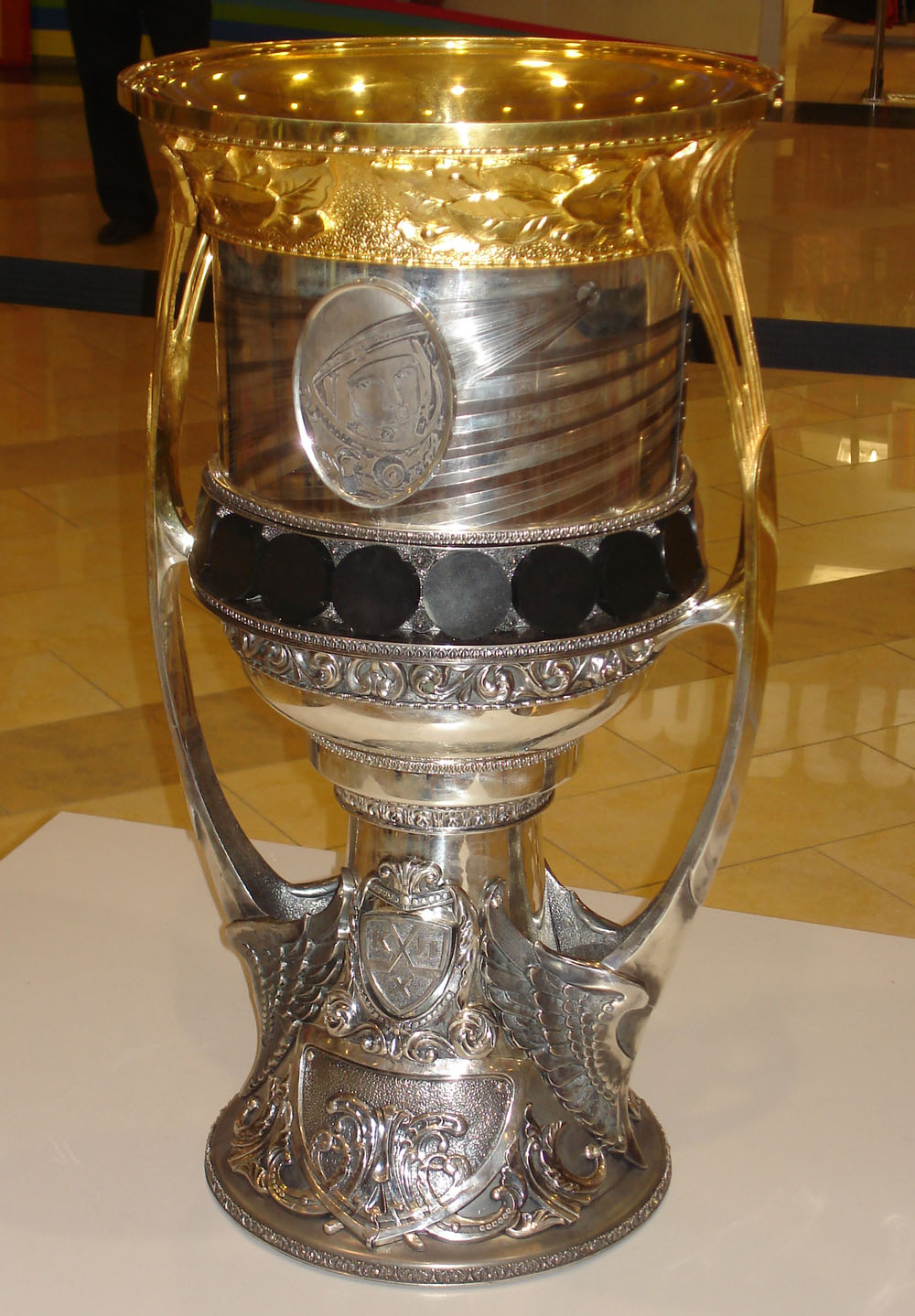
Imagen de la Copa Gagarin.

La Copa Gagarin (en ruso: Кубок Гагарина, Kubok Gagarina) es el trofeo presentado al ganador de los playoffs de la Kontinental Hockey League (KHL), y lleva el nombre del cosmonauta Yuri Gagarin, el primer humano en el espacio. La copa se le puso el nombre de Gagarin, presuntamente, porque el último partido posible de la temporada inaugural de la KHL tendría lugar el 12 de abril, la fecha de aniversario de vuelo de Gagarin.
Después del final de la primera temporada regular de la KHL, dieciséis equipos participaron de los playoffs. Los octavos y cuartos de final fueron series de local y visitante al mejor de cinco juegos de la postemporada, y las semifinales y finales fueron series al mejor de siete juegos. En la segunda temporada se estableció el sistema de conferencias, con el objetivo que la KHL sea una liga de alta competitividad como la NHL norteamericana, los cuartos de final de conferencia son series de local y visitante donde gana el mejor a cinco juegos, mientras que las semifinales de conferencia, las finales de conferencia y la final se juegan al mejor de siete encuentros. El vencedor de la serie final recibe la Copa Gagarin.
El peso del trofeo es de 18 kg, por lo que es más pesado que la Copa Stanley de la NHL. La Copa es de plata y está bañada en oro.

## Resultados
|     | Ganador del play-off final                                              |
|     | Finalista del play-off                                                  |
| O   | Campeón de la Conferencia Oeste                                         |
| E   | Campeón de la Conferencia Este                                          |
| N/A | N/A, las conferencias de la KHL se crearon durante la temporada 2009–10 |

| Temporada | Equipos | Equipos                                      | Resultados partido | Resultados partido | Resultados partido | Resultados partido | Resultados partido | Resultados partido | Resultados partido | Marcador de la serie | Gol ganador de la serie  |
| Temporada | Equipos | Equipos                                      | 1                  | 2                  | 3                  | 4                  | 5                  | 6                  | 7                  | Marcador de la serie | Gol ganador de la serie  |
| --------- | ------- | -------------------------------------------- | ------------------ | ------------------ | ------------------ | ------------------ | ------------------ | ------------------ | ------------------ | -------------------- | ------------------------ |
| 2008–09   | N/A     | Ak Bars de Kazán                             | 0–3                | 4–3 OT             |                    |                    | 2–3                |                    | 1–0                | 4                    | Alexei Morozov (50:04)   |
| 2008–09   | N/A     | Lokomotiv Yaroslavl                          |                    |                    | 3–0                | 2–5                |                    | 2–3 OT             |                    | 3                    | Alexei Morozov (50:04)   |
|           |         |                                              |                    |                    |                    |                    |                    |                    |                    |                      |                          |
| 2009–10   | E       | Ak Bars de Kazán                             |                    |                    | 2–3                | 1–2                |                    | 7–1                |                    | 4                    | Nikita Alexeev (21:18)   |
| 2009–10   | W       | HC MVD                                       | 2–3                | 1–4                |                    |                    | 3–2                |                    | 0–2                | 3                    | Nikita Alexeev (21:18)   |
|           |         |                                              |                    |                    |                    |                    |                    |                    |                    |                      |                          |
| 2010–11   | E       | Salavat Yulaev Ufa                           | 2–1 OT             | 3–1                |                    |                    | 3–2                |                    |                    | 4                    | Alexander Svitov (55:48) |
| 2010–11   | W       | Atlant Óblast de Moscú                       |                    |                    | 2–3                | 4–0                |                    | 1                  |                    |                      | Alexander Svitov (55:48) |
|           |         |                                              |                    |                    |                    |                    |                    |                    |                    |                      |                          |
| 2011–12   | E       | Avangard Omsk                                | 2–1                | 1–2                |                    |                    | 2–3                |                    | 0–1                | 3                    | Jakub Klepiš (52:03)     |
| 2011–12   | W       | Dynamo Moscú                                 |                    |                    | 0–1                | 1–2 OT             |                    | 5–2                |                    | 4                    | Jakub Klepiš (52:03)     |
|           |         |                                              |                    |                    |                    |                    |                    |                    |                    |                      |                          |
| 2012–13   | E       | Traktor Chelyabinsk                          |                    |                    | 3–1                | 0–1                |                    | 2–3 OT             |                    | 2                    | Alexei Tsvetkov (65:57)  |
| 2012–13   | W       | Dynamo Moscú                                 | 2–1                | 3–2                |                    |                    | 3–4                |                    | 4                  |                      | Alexei Tsvetkov (65:57)  |
|           |         |                                              |                    |                    |                    |                    |                    |                    |                    |                      |                          |
| 2013–14   | E       | Metallurg Magnitogorsk                       | 0–3                | 4–1                |                    |                    | 2–1 OT             |                    | 7–4                | 4                    | Sergei Mozyakin (43:10)  |
| 2013–14   | W       | Lev Praga                                    |                    |                    | 3–2                | 3–5                |                    | 5–4 OT             |                    | 3                    | Sergei Mozyakin (43:10)  |
|           |         |                                              |                    |                    |                    |                    |                    |                    |                    |                      |                          |
| 2014–15   | E       | Ak Bars de Kazán                             | 2–4                | 0–1                |                    |                    | 1–6                |                    |                    | 1                    | Roman Červenka (58:57)   |
| 2014–15   | W       | SKA Saint Petersburg                         |                    |                    | 1–2                | 3–2                |                    | 4                  |                    |                      | Roman Červenka (58:57)   |
|           |         |                                              |                    |                    |                    |                    |                    |                    |                    |                      |                          |
| 2015–16   | E       | Metallurg Magnitogorsk                       |                    |                    | 2–3 OT             | 1–0                |                    | 2–3 OT             |                    | 4                    | Chris Lee (38:57)        |
| 2015–16   | W       | CSKA Moscú                                   | 5–1                | 1–2                |                    |                    | 1–2 OT             |                    | 1–3                | 3                    | Chris Lee (38:57)        |
|           |         |                                              |                    |                    |                    |                    |                    |                    |                    |                      |                          |
| 2016–17   | E       | Metallurg Magnitogorsk                       | 4–5                | 3–1                |                    |                    | 3–5                |                    |                    | 1                    | Ilya Kovalchuk (40:09)   |
| 2016–17   | W       | SKA San Petersburgo                          |                    |                    | 2–1 OT             | 3–2                |                    | 4                  |                    |                      | Ilya Kovalchuk (40:09)   |
|           |         |                                              |                    |                    |                    |                    |                    |                    |                    |                      |                          |
| 2017–18   | E       | Ak Bars de Kazán                             |                    |                    | 2–3 OT             | 3–1                |                    |                    |                    | 4                    | Rob Klinkhammer (41:06)  |
| 2017–18   | W       | CSKA Moscú                                   | 1–2                | 1–2                |                    |                    | 0–1                |                    |                    | 1                    | Rob Klinkhammer (41:06)  |
|           |         |                                              |                    |                    |                    |                    |                    |                    |                    |                      |                          |
| 2018–19   | E       | Avangard Omsk                                |                    |                    | 0–2                | 2–3 OT             |                    |                    |                    | 0                    | Maxim Mamin (77:44)      |
| 2018–19   | W       | CSKA Moscú                                   | 5–2                | 3–0                |                    |                    |                    |                    |                    | 4                    | Maxim Mamin (77:44)      |
|           |         |                                              |                    |                    |                    |                    |                    |                    |                    |                      |                          |
| 2019–20   |         | Temporada cancelada por pandemia de Covid-19 |                    |                    |                    |                    |                    |                    |                    |                      |                          |